# Château de Quirieu
 (mars 2023).
Si vous disposez d'ouvrages ou d'articles de référence ou si vous connaissez des sites web de qualité traitant du thème abordé ici, merci de compléter l'article en donnant les références utiles à sa vérifiabilité et en les liant à la section « Notes et références ».
Le château de Quirieu est un ancien château fort du XIIe siècle remanié aux XIIIe et XVe siècles dont les vestiges se dressent sur la commune de Bouvesse-Quirieu dans le département de l'Isère en région Auvergne-Rhône-Alpes.

## Situation
Le château ainsi que le bourg médiéval fortifié et une maison forte du XVe siècle sont situés dans le département français de l'Isère sur la commune de Bouvesse-Quirieu, sur une butte calcaire, dominant le Rhône, à 300 mètres d'altitude. Le site occupe la totalité de l'espace du plateau, d'une surface de 4 hectares.

## Histoire
Au XIIIe siècle, il est fait mention du « castrum et burgum de Quiriaco ».
Quirieu fut le chef-lieu du mandement homonyme et place forte frontalière du Dauphiné face à la Savoie et une place commerciale importante avec son port sur le Rhône, en contrebas, objet d'un péage. Le village a eu le privilège de posséder un atelier de frappe monétaire.
Le château du XIIe siècle a été reconstruit au XIIIe siècle puis totalement rasé.
En 1289, le dauphin, lors du troisième conflit delphino-savoyard, assiège et s'empare de la forteresse. Le 5 décembre 1289, le dauphin Humbert Ier de Viennois cède les terres et le château de Quirieu à son fils Jean. Il est pris par les Savoyards en 1291. Amédée V de Savoie le donne en 1293 à Humbert Ier de La Tour du Pin contre échange.
Le 22 avril 1326 dans un acte le dauphin afin d’entretenir les fortifications et les remparts de Quirieu, instaure la levé d'un impôts, le « vingtain ». En 1393, la châtellenie de Quirieu est entre les mains de noble Guichard. Le bourg compte alors 376 feux. En 1429, on ne compte plus que 80 feux, le châtelain en est noble Pierre Noir.
Le 3 avril 1454 la terre de Quirieu est donné par le dauphin Louis à Robert de Malortie.
Charles-Emmanuel Ier de Savoie l'achète 50 000 écus au seigneur de Saint-Jullin.
À partir de 1601 et du traité de Lyon, la forteresse perd son intérêt militaire, elle sera démantelée vers 1630, sur ordre de Richelieu.
La valorisation et l'animation du site sont notamment portées par l'association Imagine Quirieu.

## Description

### Le château fort
Du château totalement rasé, il n’en reste plus qu’une vaste esplanade.

### Le bourg médiéval fortifié
La rue principale, la « grande charrière » pavée de galets, rectiligne, était bordée par les maisons dont il subsiste quelques murets de pierre. Le seul édifice encore pratiquement debout, est la chapelle Sainte Catherine, qui en 1562 devient l'église paroissiale. L'église du bourg neuf ayant été détruite lors des guerres de religion.

### La maison forte
Du village de Quirieu, la maison forte est le bâtiment le mieux sauvegardé du fait que la plus grande partie de ses murs est conservée.

## Galerie

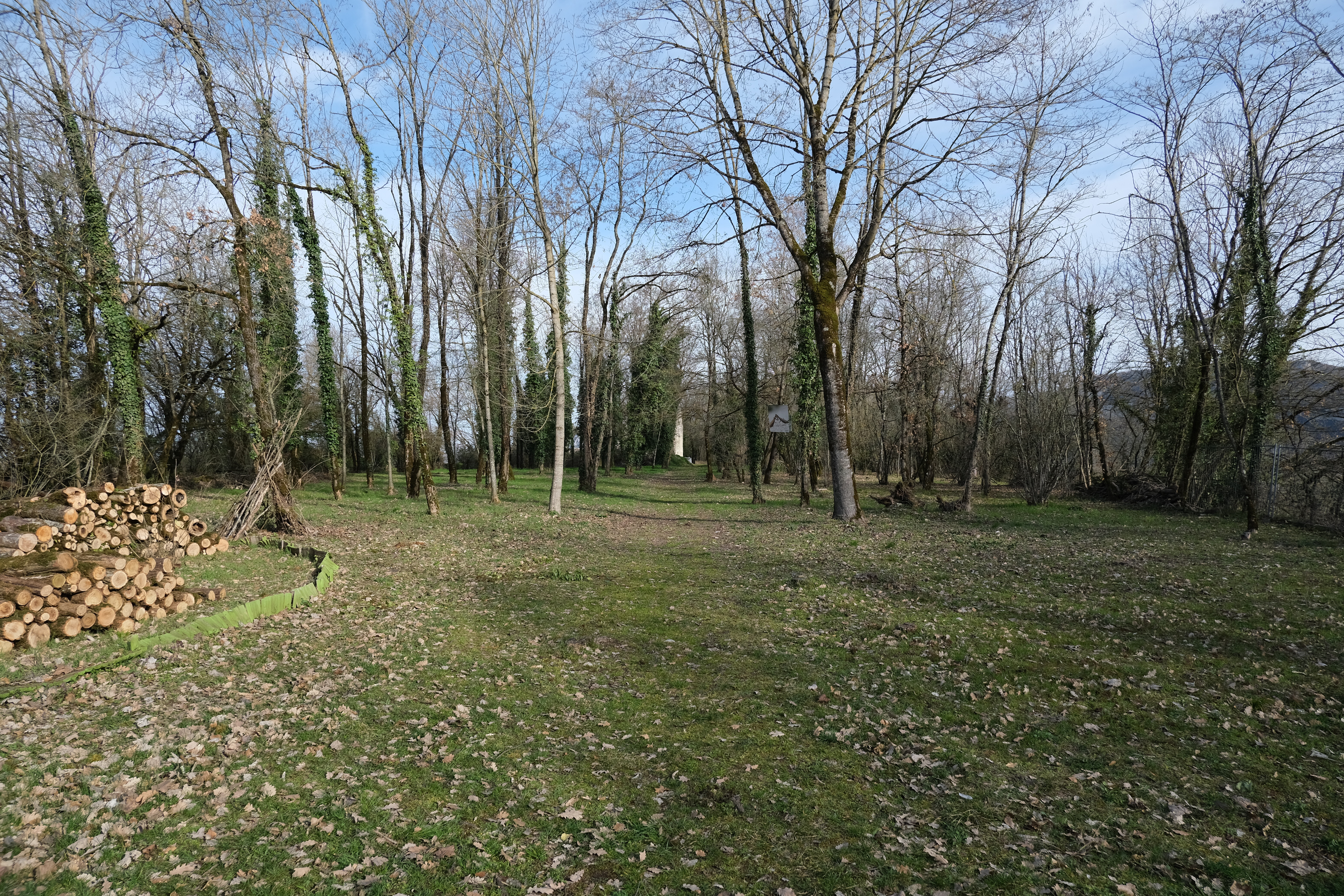
Esplanade du Château de Quirieu, totalement rasé
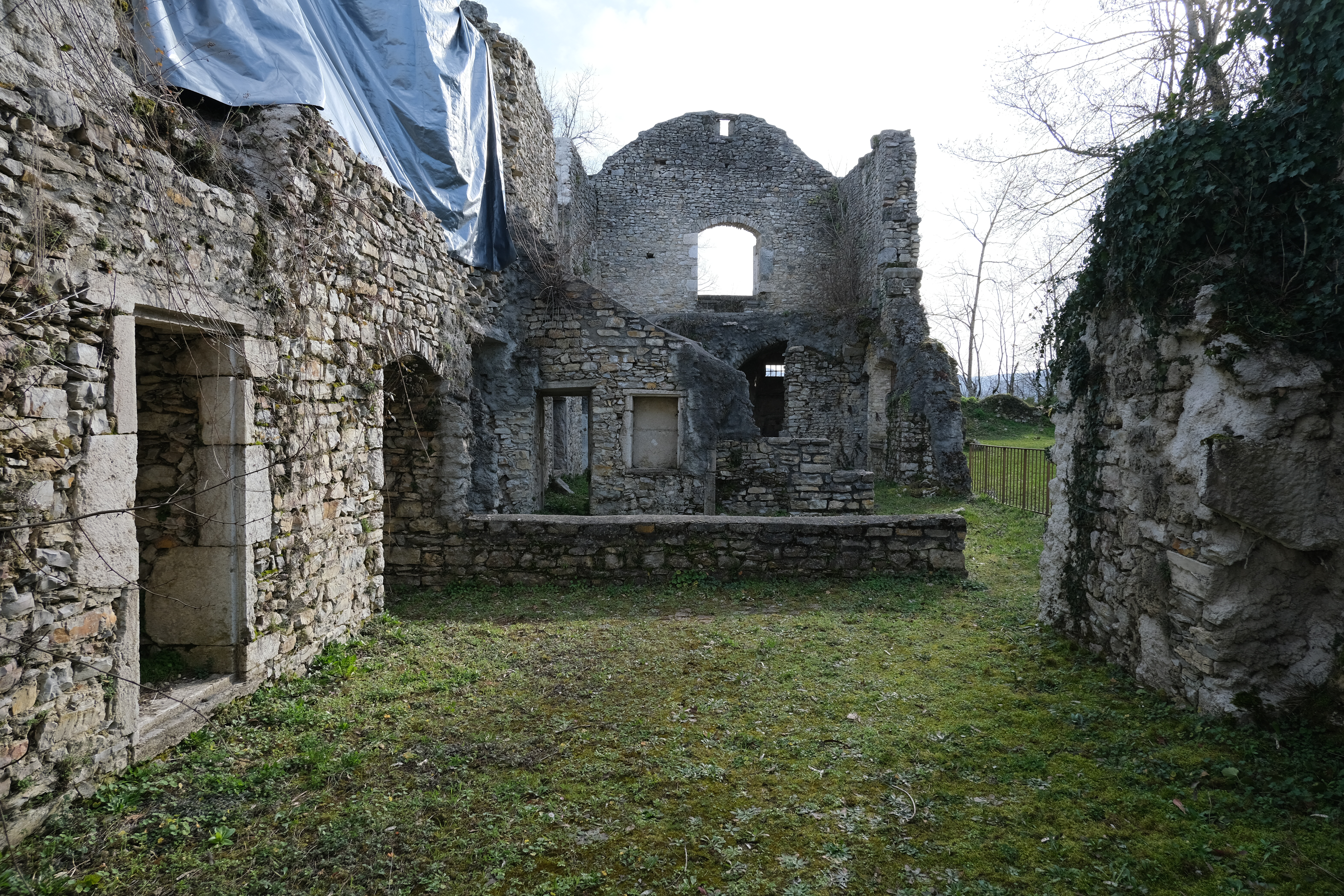
Ruine de la maison forte
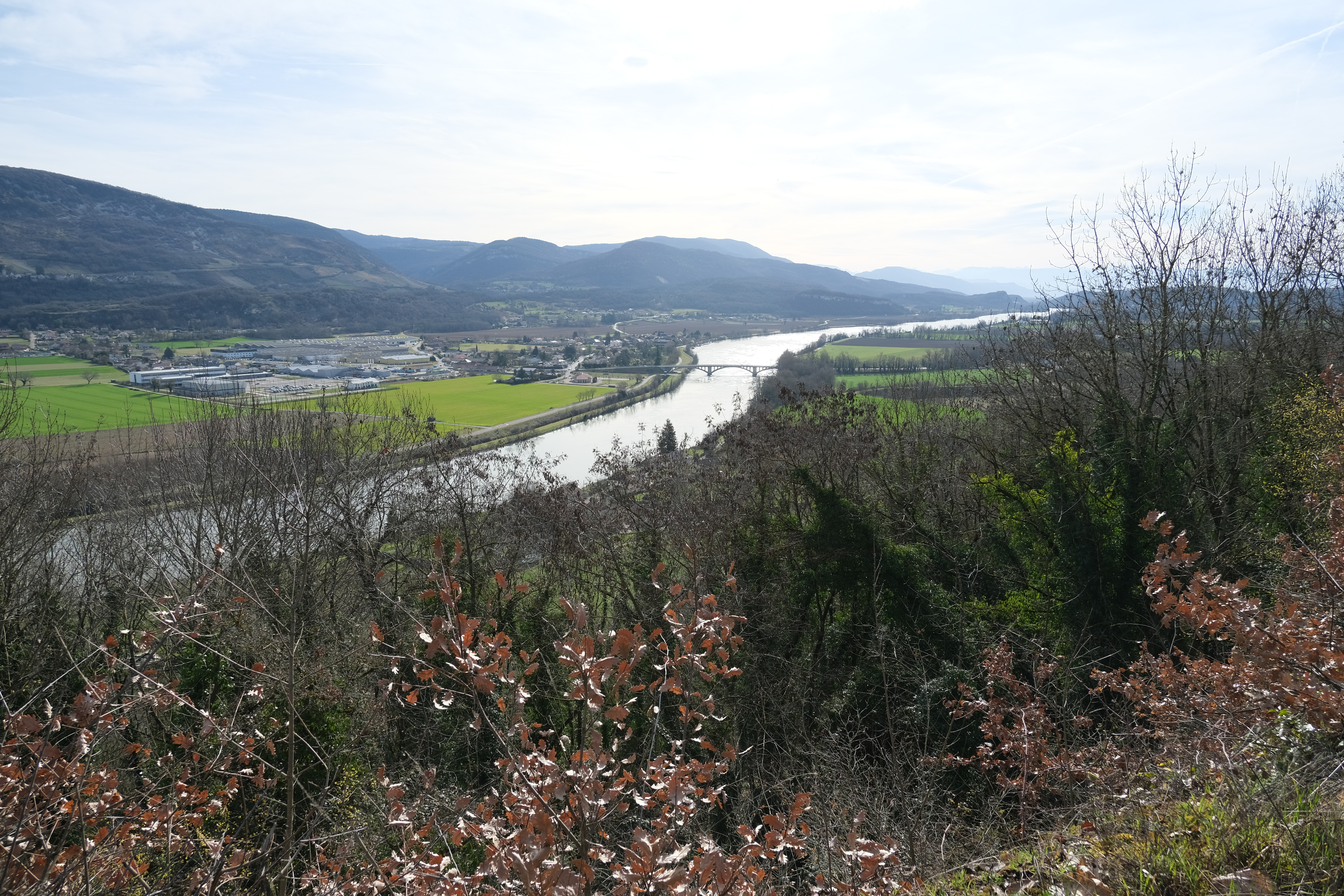
Vue sur le Rhône et le Pont de Briord depuis le site médiéval de Quirieu
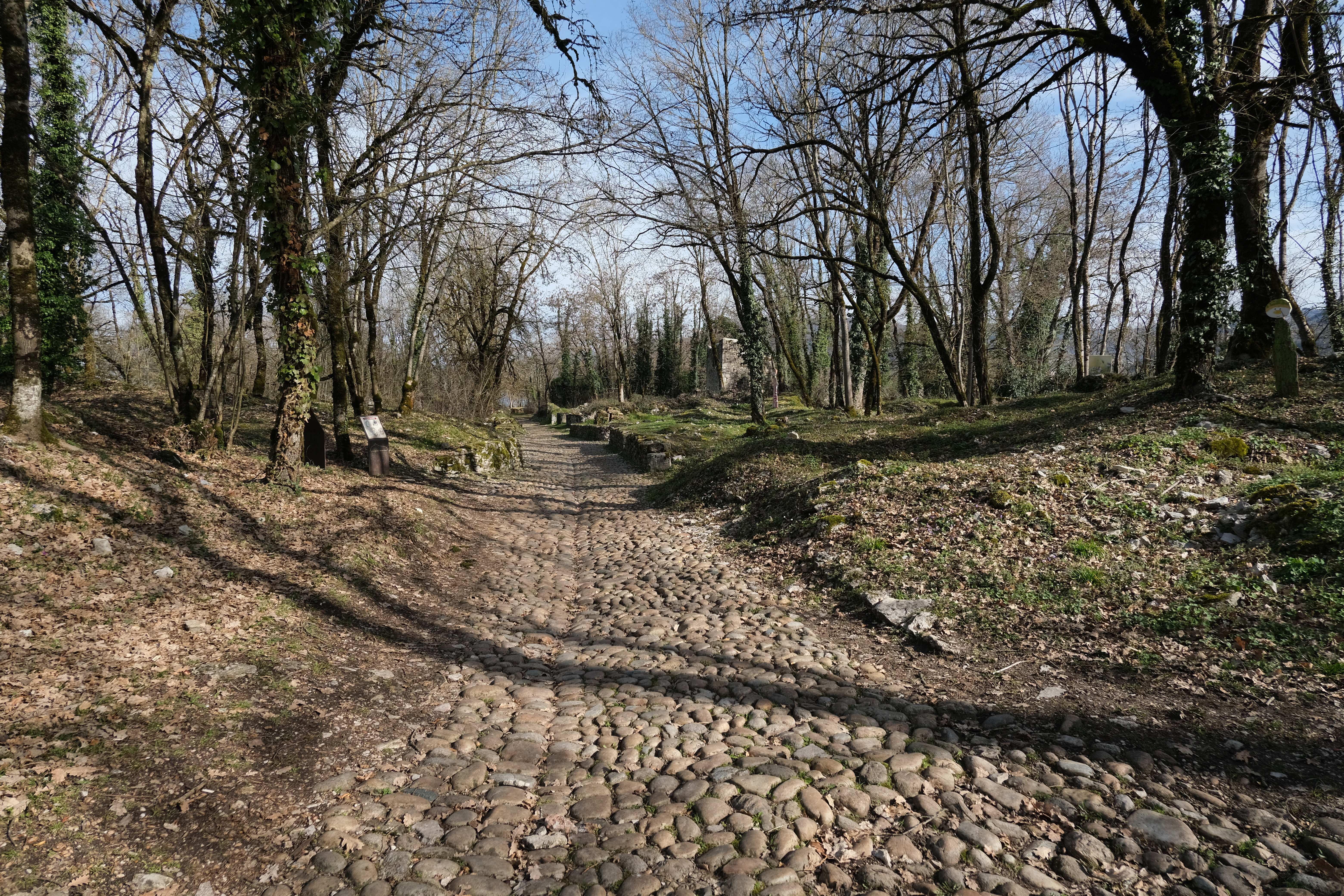
Ruine du bourg
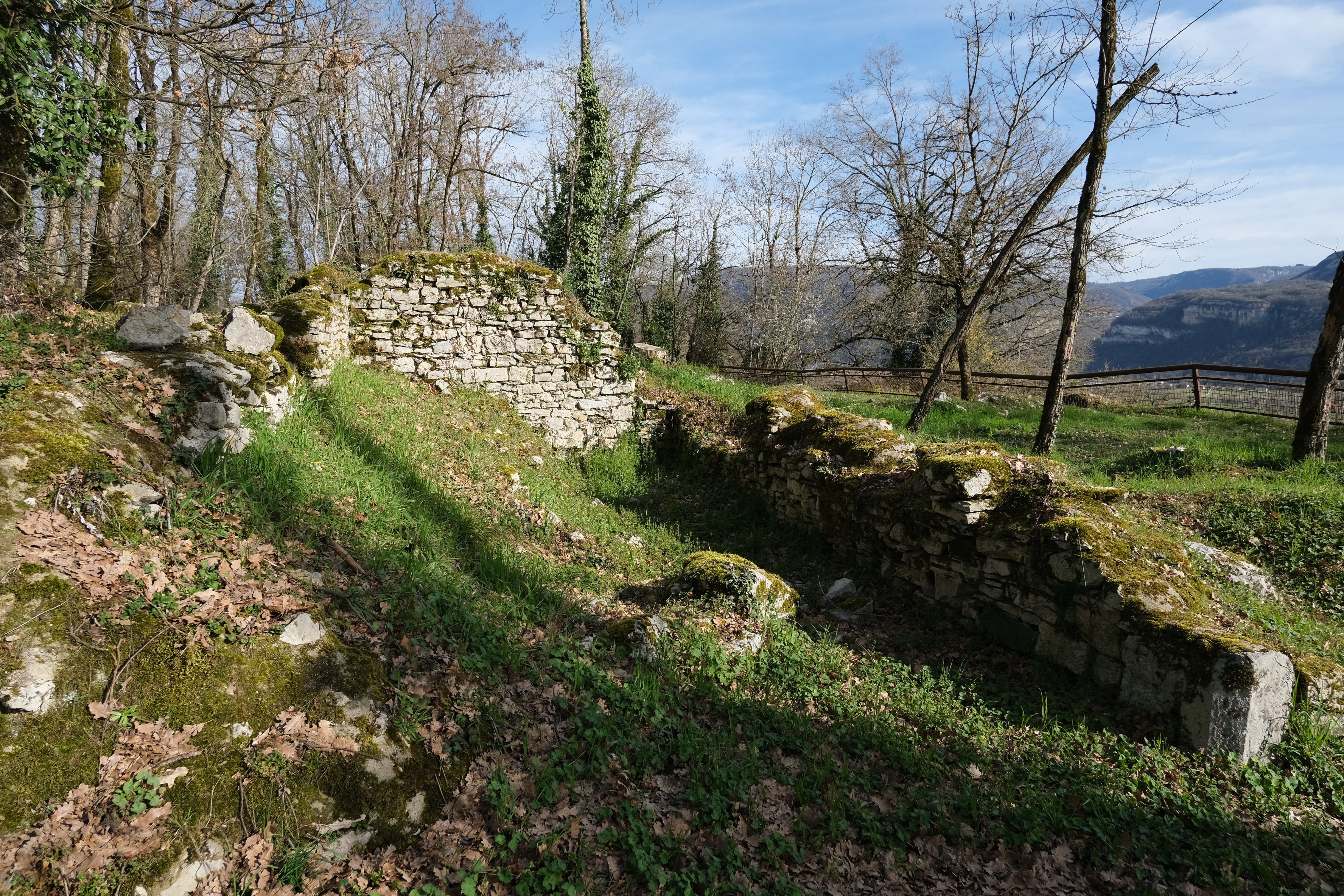
Ruine de maison du bourg
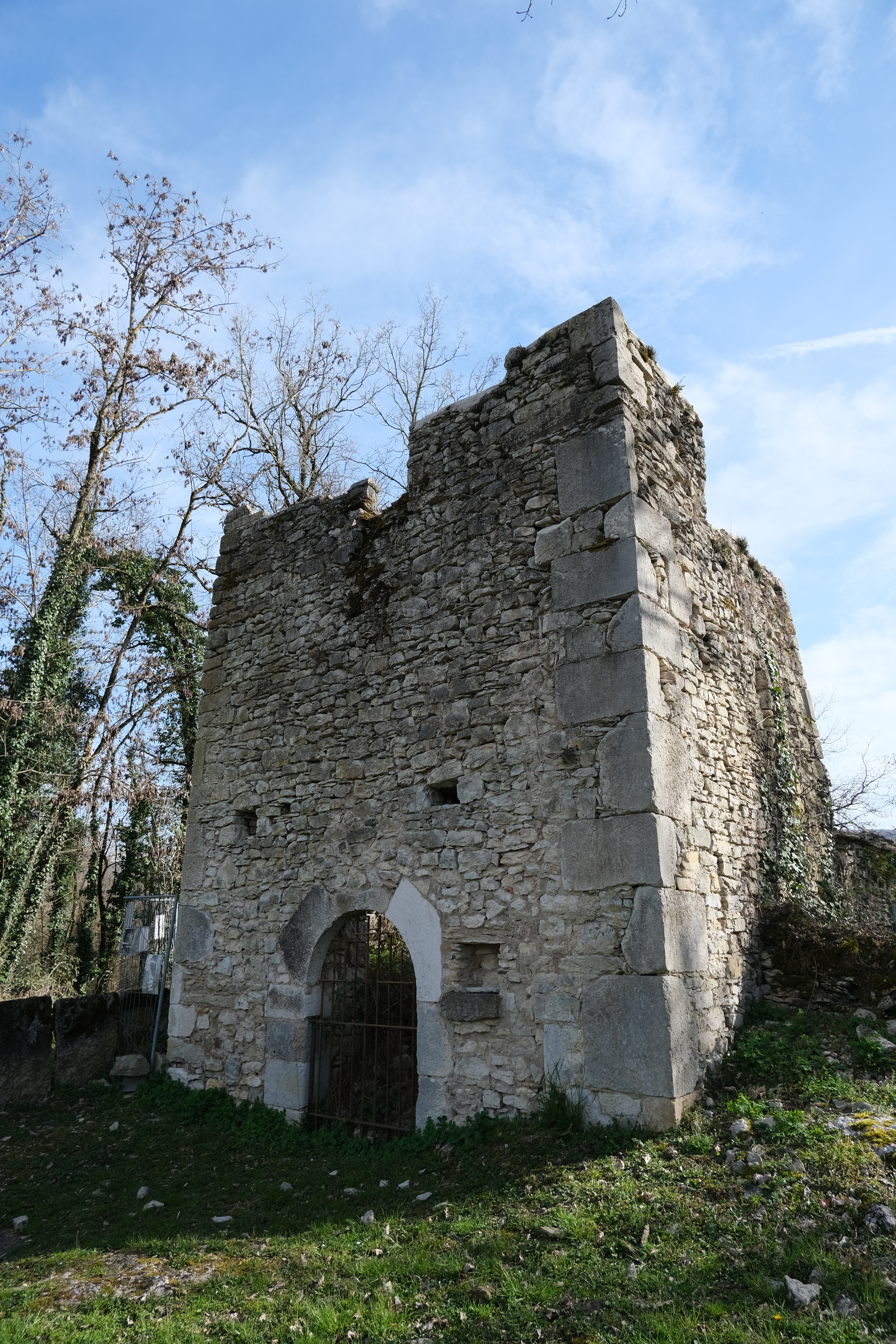
Chapelle Sainte-Catherine
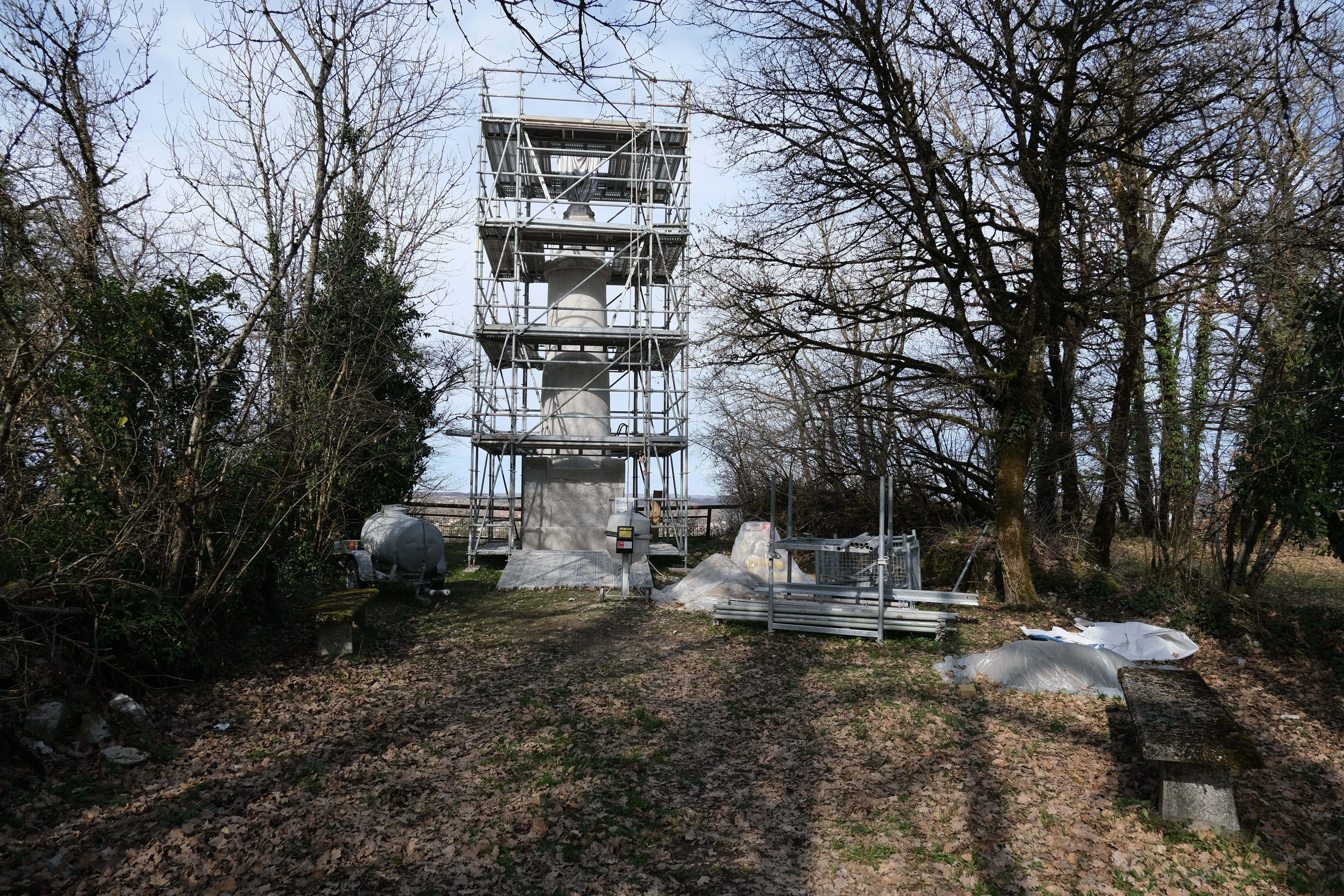
Statue du Sacré-Cœur